# Diócesis de Nsukka
La diócesis de Nsukka (en latín: Dioecesis Nsukkana y en inglés: Roman Catholic Diocese of Nsukka) es una circunscripción eclesiástica de la Iglesia católica en Nigeria. Se trata de una diócesis latina, sufragánea de la arquidiócesis de Onitsha. Desde el 13 de abril de 2013 su obispo es Godfrey Igwebuike Onah.

## Territorio y organización
La diócesis tiene 3180 km² y extiende su jurisdicción sobre los fieles católicos de rito latino residentes en parte del estado de Enugu en las áreas de gobierno local de: Igbo Etiti, Igboeze North, Igboeze South, Isiuzo, Nsukka, Udenu y Uzo Uwani.
La sede de la diócesis se encuentra en la ciudad de Nsukka, en donde se halla la Catedral de Santa Teresa.
En 2021 en la diócesis existían 193 parroquias agrupadas en 13 decanatos.

## Historia
La diócesis fue erigida el 19 de noviembre de 1990 con la bula Catholicum nomen del papa Juan Pablo II, obteniendo el territorio de la diócesis de Enugu.

## Estadísticas
Según el Anuario Pontificio 2022 la diócesis tenía a fines de 2021 un total de 1 122 115 fieles bautizados.
| Año                                                                             | Población            | Población | Población      | Sacerdotes | Sacerdotes    | Sacerdotes    | Bautizados por sacerdote | Diáconos permanentes | Religiosos | Religiosos | Parroquias |
| Año                                                                             | Bautizados católicos | Total     | % de católicos | Total      | Clero secular | Clero regular | Bautizados por sacerdote | Diáconos permanentes | Varones    | Mujeres    | Parroquias |
| ------------------------------------------------------------------------------- | -------------------- | --------- | -------------- | ---------- | ------------- | ------------- | ------------------------ | -------------------- | ---------- | ---------- | ---------- |
| 1990                                                                            | 250 000              | 1 000     | 25.0           | 134        | 30            | 104           | 1865                     |                      | 158        | 149        | 21         |
| 1999                                                                            | 404 000              | 676 000   | 59.8           | 126        | 106           | 20            | 3206                     |                      | 128        | 57         | 28         |
| 2000                                                                            | 382 410              | 770 034   | 49.7           | 112        | 104           | 8             | 3414                     |                      | 138        | 61         | 42         |
| 2001                                                                            | 291 319              | 785 000   | 37.1           | 118        | 98            | 20            | 2468                     |                      | 149        | 66         | 49         |
| 2002                                                                            | 461 161              | 663 882   | 69.5           | 119        | 106           | 13            | 3875                     |                      | 107        | 66         | 47         |
| 2003                                                                            | 361 292              | 663 882   | 54.4           | 119        | 107           | 12            | 3036                     |                      | 100        | 66         | 51         |
| 2004                                                                            | 732 503              | 857 974   | 85.4           | 125        | 113           | 12            | 5860                     |                      | 96         | 59         | 53         |
| 2013                                                                            | 489 294              | 618 742   | 79.1           | 211        | 195           | 16            | 2318                     |                      | 130        | 76         | 100        |
| 2016                                                                            | 497 468              | 621 960   | 80.0           | 242        | 226           | 16            | 2055                     |                      | 90         | 67         | 163        |
| 2019                                                                            | 533 100              | 666 800   | 79.9           | 276        | 255           | 21            | 1931                     |                      | 194        | 100        | 185        |
| 2021                                                                            | 1 122 115            | 1 626 485 | 69.0           | 312        | 288           | 24            | 3596                     |                      | 215        | 106        | 193        |
| Fuente: Catholic-Hierarchy, que a su vez toma los datos del Anuario Pontificio. |                      |           |                |            |               |               |                          |                      |            |            |            |

## Episcopologio
- Francis Emmanuel Ogbonna Okobo (19 de noviembre de 1990-13 de abril de 2013 retirado)
- Godfrey Igwebuike Onah, desde el 13 de abril de 2013